# Aï-Petri
Pour le tableau du peintre russe Arkhip Kouïndji, voir Aï-Petri. Crimée.
Aï-Petri (ukrainien : Ай-Петрі, russe : Ай-Петри, tatar de Crimée : Ay Petri ; transcription du nom grec ancien : Άγιος Πέτρος signifiant Saint-Pierre) est un sommet des monts de Crimée. Le nom s'applique à la fois à l'ensemble du plateau d'Aï-Petri et au mont Aï-Petri lui-même, aux formes caractéristiques de dents, qui se situe à l'extrémité sud du plateau. Ce nom date de l'ancienne préfecture romaine d'Orient de Cherson.
Le mont Aï-Petri s'élève à 1 234 mètres d'altitude. C'est l'un des endroits les plus venteux de Crimée : le vent y souffle 125 jours par an, et peut y atteindre des vitesses de 50 mètres par seconde. C'est aussi l'endroit qui compte le plus grand nombre de jours de brouillard par an (215 jours en 1970), non seulement pour la Crimée, mais pour toute l'Ukraine. La quantité maximale de précipitations (1 718 mm) y a été enregistrée en 1981.
Le sommet domine les localités d'Aloupka et de Koreïz. Il dépend administrativement de la municipalité de Yalta et est inclus dans la réserve de la forêt de montagne de Yalta. Depuis 1988, on peut y accéder par un téléphérique à partir de la station balnéaire de Miskhor, via Sosnovy Bor. Il existe aussi une route d'accès qui bifurque à partir de la route A-296 Yalta - Bakhtchissaraï, mais elle est fréquemment fermée en cas de mauvaises conditions météorologiques ou en période de risques d'incendie (juillet-août).
Dans les années 1890, le peintre Arkhip Kouïndji a réalisé le tableau paysager intitulé Aï-Petri. Crimée.

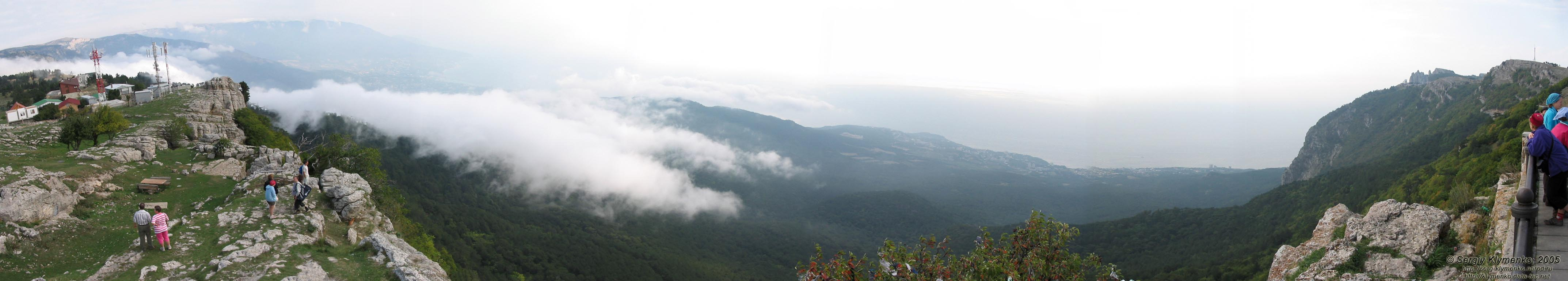
Vue panoramique depuis le mont Aï-Petri.

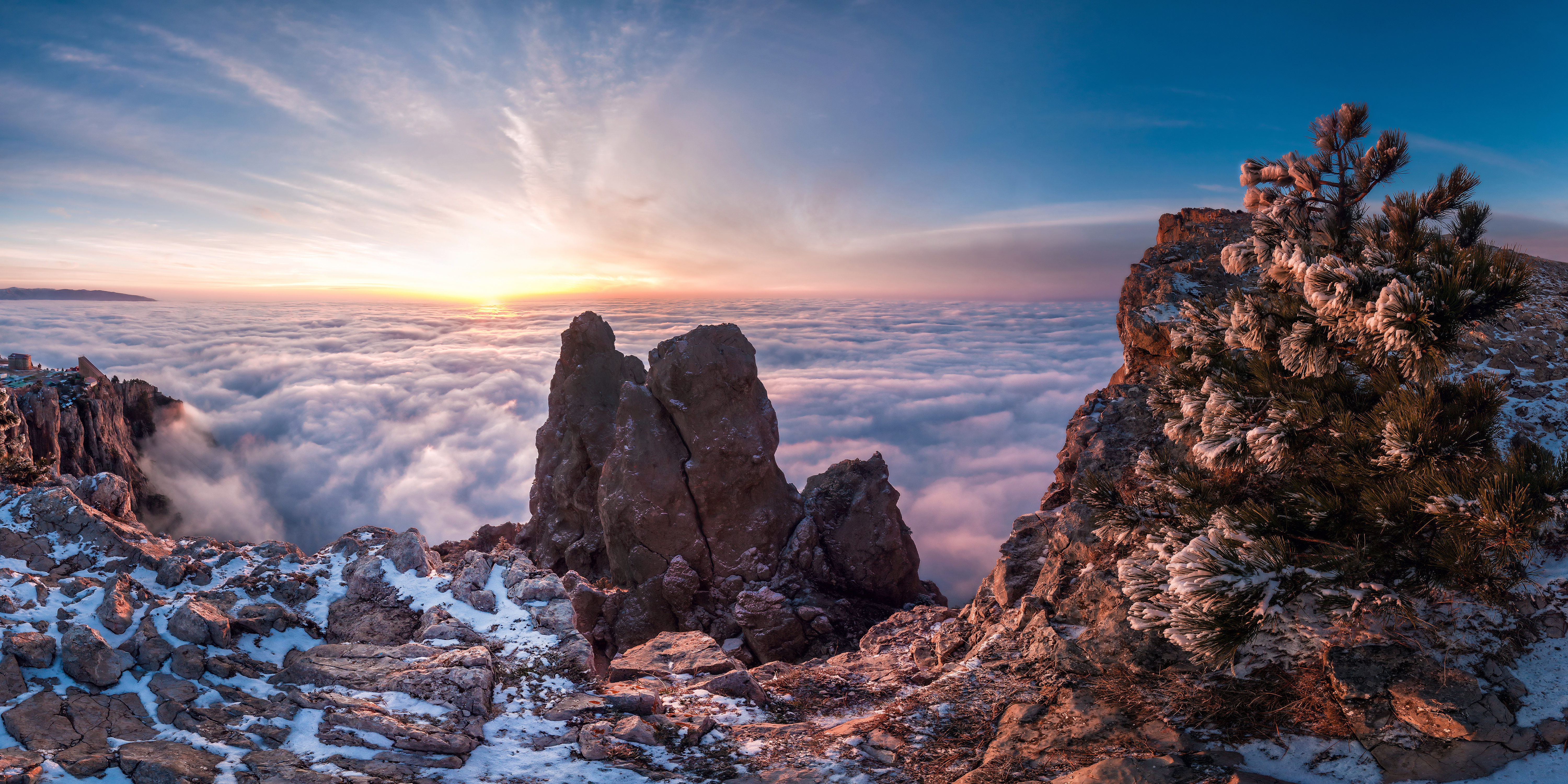
Autre vue panoramique depuis Aï-Petri, au-dessus d'une mer de nuages.